# Estación Los Cardales
Los Cardales es una estación ferroviaria ubicada en la localidad homónima, en el partido de Exaltación de la Cruz, provincia de Buenos Aires, Argentina.

## Servicios
Es una estación intermedia del servicio diésel suburbano que sirve entre las estaciones Victoria y Capilla del Señor. En su actualidad, el servicio de trenes llega hasta Los Cardales. 
Las vías férreas siguen hacia las estaciones de Vagués,  con sentido a Luján, San Antonio de Areco, Pergamino y Río Cuarto. Hasta el año 1978 existía un servicio que unía Retiro con Río Cuarto. Hacia 1992 dejan de prestar los servicios de pasajeros a estación Pergamino y pasan a llegar solamente hasta estación Capilla del Señor.

## Ubicación
- Avenida: Cristóbal Colón

## Historia
El 19 de abril de 1902 se inicia la construcción de la estación tal como lo expresa la disposición  del Ministerio de Obras Públicas: “Autorizase a la Empresa del FC Central Argentino para construir en el kilómetro 69,63 de su línea principal una estación destinada únicamente para carga de acuerdo con los planos presentados que se aprueban. Hágase saber.”
Tres meses después, el 17 de junio de 1902, el mismo Ministro suscribe la resolución por la que se “bautizará” con el nombre de Los Cardales a la estación bastante antes de ser inaugurada.
Con posterioridad una nueva resolución del ministro Emilio Civit sienta el precedente necesario y definitivo para tomar como fecha de inauguración de este pueblo el 26 de diciembre de 1902. el texto de la misma dice: “Hallándose terminada la construcción de la nueva estación del FC Central Argentino, ubicada en Km. 69,68 de su línea principal, y resultando de la inspección practicada que los trabajos respectivos se han llevado a cabo en conformidad a los planos aprobados oportunamente. De acuerdo con lo manifestado precedentemente por la Dirección General de Vías de Comunicación, se resuelve: Autorizase a la Empresa FC Central Argentino para librar al servicio público de cargas, únicamente, su nueva Estación Los Cardales ubicadas en el Km. 69,68 de su línea principal. Hágase saber, publíquese y archívese.”
A partir del 10 de agosto de 1903 se autoriza a “dar parada” a los trenes de pasajeros 7 y 8, debiendo los lugareños hasta ese momento acercarse a Capilla del Señor para utilizar el servicio.
En su actualidad la estación se encuentra en estado de abandono al igual que Zelaya, los pocos trenes que pasan son operados por Trenes Argentinos Operaciones.